# Effraie piquetée
Tyto multipunctata
Espèce
Statut de conservation UICN

 LC  : Préoccupation mineure
Statut CITES
L'Effraie piquetée (Tyto multipunctata) est une espèce d'oiseaux de la famille des Tytonidae, anciennement considérée comme sous-espèce de l'Effraie ombrée (T. tenebricosa).

## Répartition
Cette espèce est endémique du Nord-Est du Queensland (Australie).

## Taxinomie
Selon le Congrès ornithologique international, aucune sous-espèce n'est distinguée.